# Cyphostemma stipulaceum
Cyphostemma stipulaceum är en vinväxtart som först beskrevs av Bak., och fick sitt nu gällande namn av Descoings. Cyphostemma stipulaceum ingår i släktet Cyphostemma och familjen vinväxter. Inga underarter finns listade i Catalogue of Life.